# Dysstroma sikkimensis
Dysstroma sikkimensis är en fjärilsart som beskrevs av Heydemann 1932. Dysstroma sikkimensis ingår i släktet Dysstroma och familjen mätare. Inga underarter finns listade i Catalogue of Life.